# Kod pocztowy
Kod pocztowy (pocztowy numer adresowy) – ciąg cyfr (rzadziej liter i cyfr) dodawany do adresu, mający ułatwiać sortowanie przesyłek. Formaty i zasady umieszczania kodów pocztowych są różne w różnych krajach.

## Międzynarodowy kod pocztowy
Kody pocztowe poszczególnych krajów są poprzedzone narodowym prefiksem składającym się z 1- lub 2-literowego oznaczenia kraju (tzw. kod kraju). W tej roli występują samochodowe oznaczenia przynależności – początkowo eksponowane na eliptycznej tabliczce, a obecnie w Unii Europejskiej włączone do tablic rejestracyjnych. Brak jest uregulowań w tej sprawie i obecnie obserwuje się tendencję do używania kodów dwuliterowych zgodnych z normą ISO 3166-1 alfa-2 (i jednocześnie analogicznych do oznaczeń domen internetowych najwyższego poziomu – np. zamiast H – HU oznacza Węgry).
W tym wypadku kod zwykło się podawać bez dywizu. Dla przykładu:
- PL-00001 (zamiast 00-001 Warszawa)
- A-1130 – przykładowy kod pocztowy dla Wiednia w Austrii

Nie jest to standard zatwierdzony przez Światowy Związek Pocztowy.

## Kody pocztowe w różnych krajach

### Bułgaria
W Bułgarii kod pocztowy składa się z czterech cyfr (np. 1000 Sofia)

### Belgia
Również w Belgii kod pocztowy składa się zawsze z 4 cyfr (np. 1000 Bruksela)

### Chorwacja
Chorwackie kody pocztowe składają się z 5 cyfr (np. 10000 Zagrzeb)

### Czechy

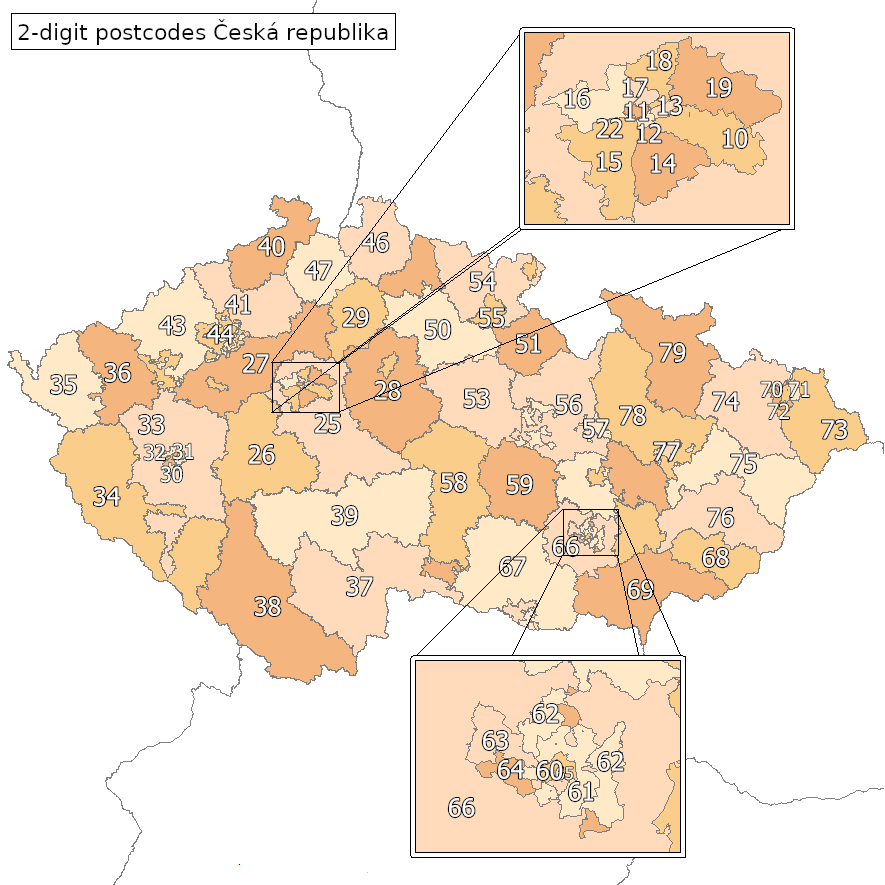
Mapa kodów pocztowych w Czechach

Czeskie kody pocztowe (cz. poštovní směrovací číslo, PSČ) składają się z 5 cyfr (np. 746 01  Opawa).

### Francja
We Francji dwie pierwsze cyfry są numerem departamentu – departamenty są jednocześnie okręgami pocztowymi. Pierwsze dwie cyfry kodu pocztowego – numeru departamentu były do niedawna wyróżnikiem w samochodowych numerach rejestracyjnych. W nowych numerach rejestracyjnych, numer departamentu nie stanowi już jego części i można go sobie wybrać.

### Holandia
W Holandii kod pocztowy składa się z 4 cyfr i 2 liter (np. 1011 AB Amsterdam).

### Irlandia
W Irlandii kod pocztowy składa się z siedmiu alfanumerycznych znaków – pierwsze trzy znaki wskazują na okręg pocztowy, pozostałe cztery są unikalnym identyfikatorem budynku lub mieszkania. Używany tutaj system kodów pocztowych nazywa się Eircode (irl. Éirchód) i został uruchomiony 28 kwietnia 2014 roku, najpóźniej spośród wszystkich państw członkowskich Unii Europejskiej. Np. kod pocztowy browaru Guinnesa to D08 VF8H.

### Japonia
W Japonii kod pocztowy liczy 7 cyfr. Prawidłowy zapis to znak 〒, 3 cyfry, dywiz i 4 pozostałe cyfry. Np. kod pocztowy Centralnego Urzędu Pocztowego w Tokio to 〒100-8799.

### Kanada

Regiony różnych kodów pocztowych w Kanadzie

Kanadyjski kod pocztowy jest złożony z sześciu znaków w formacie: X9X 9X9, gdzie X jest literą a 9 cyfrą. Trzeci i czwarty znak jest oddzielony spacją. Dla przykładu: K1A 0B1 jest przypisany dla poczty w Ottawie, natomiast kod H0H 0H0 jest zarezerwowany dla Świętego Mikołaja.

### Niemcy

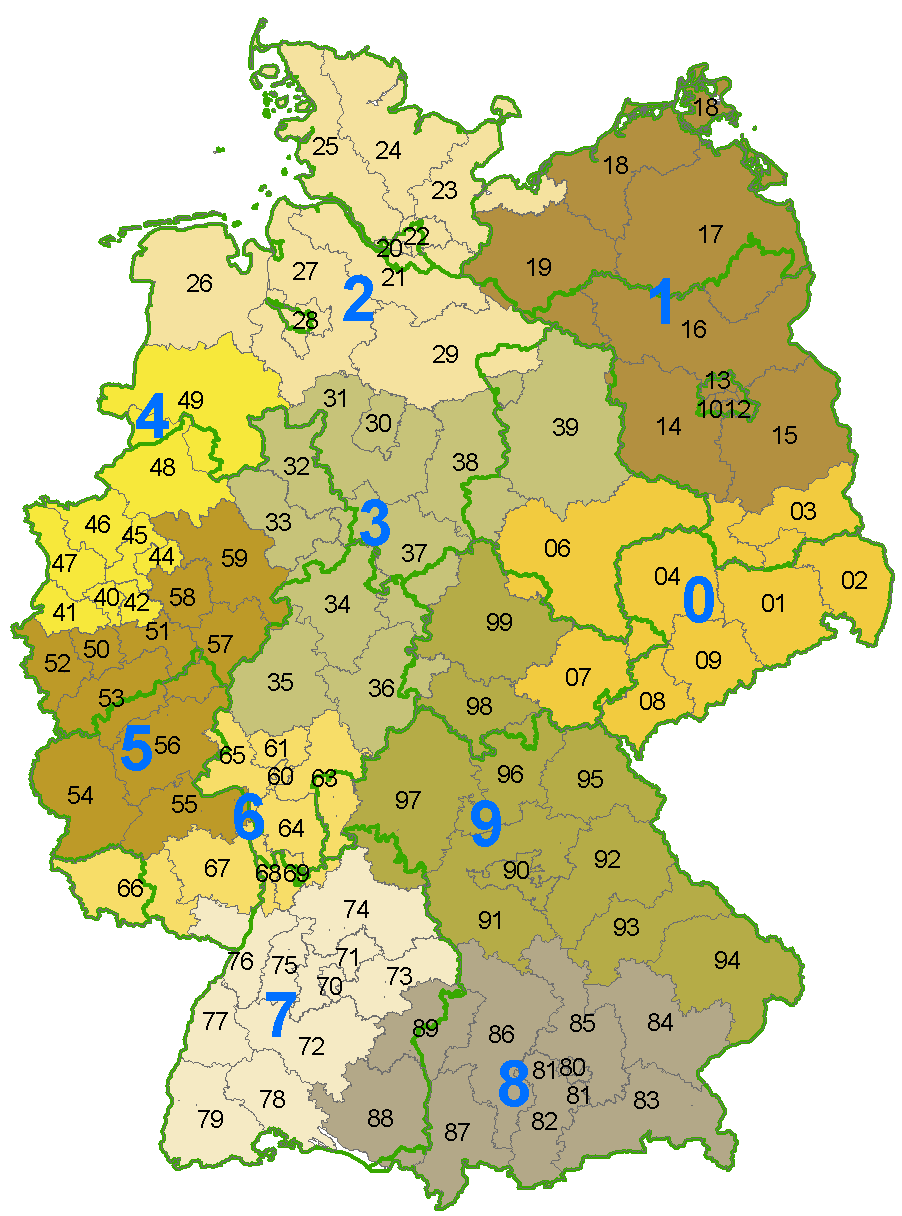
Kody poszczególnych regionów w Niemczech

W Niemczech kod pocztowy składa się z 5 cyfr. Pierwsza cyfra oznacza okręg pocztowy.
Przykłady kodów pocztowych:

12524 – kod w Berlinie

20355 – kod w Hamburgu

15236 – kod we Frankfurcie nad Odrą

01219 – kod w Dreźnie

45327 – kod w Essen
Po raz pierwszy oznakowania miejscowości cyframi zastosowała w 1853 r. poczta Thurn und Taxis.
W 1941 roku wprowadzono w Rzeszy Niemieckiej dwucyfrowy system kodów pocztowych.
W 1962 roku w RFN i w 1965 roku w NRD wprowadzono odrębne systemy kodowań, składające się z czterocyfrowego kodu miast.
1 lipca 1993 roku wprowadzono obowiązujący obecnie wspólny system kodów pocztowych. Pokazany jest on na mapie obok.

### Polska

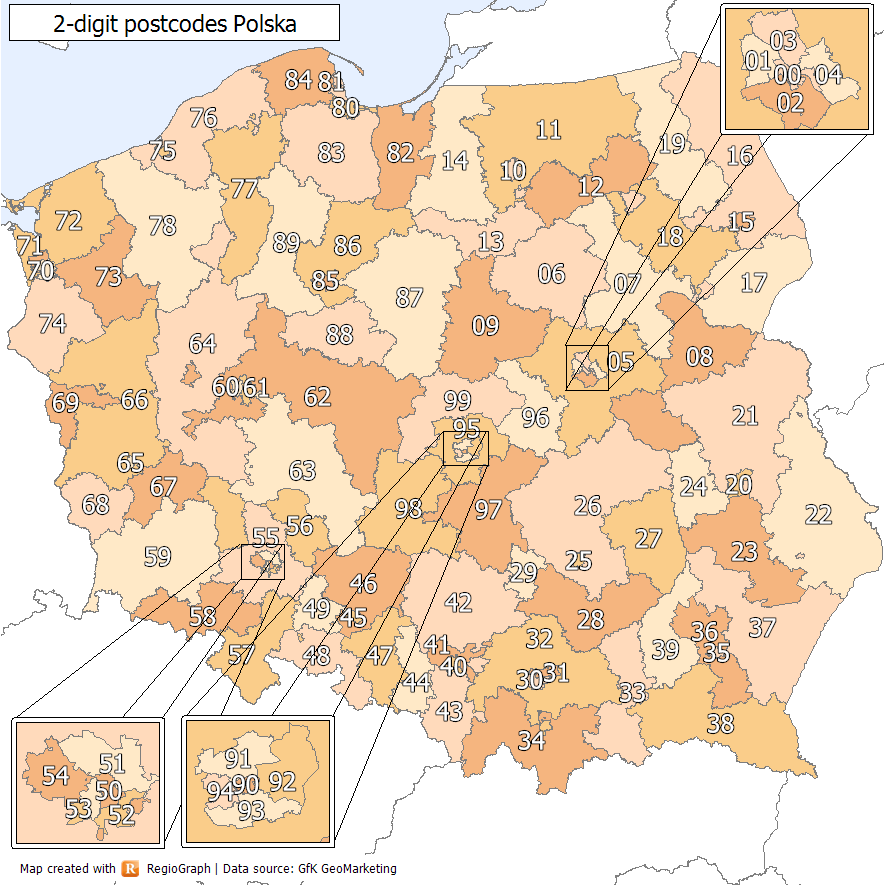
Mapa kodów pocztowych w Polsce

W Polsce kody pocztowe mają format dd-ddd (d oznacza cyfrę) i umieszcza się je z lewej strony nazwy miejscowości. Pierwsza cyfra określa okręg pocztowy. Przed wejściem w życie 1.01.2013 r. ustawy Prawo pocztowe, cały PNA był przypisany albo do obszaru obsługiwanego przez urząd pocztowy, któremu nadano taki sam kod, albo w tzw. miastach wydzielonych, do poszczególnych ulic i domów. Wówczas likwidując urzędy pocztowe lub zmieniając ich obszar działania, zmieniano kod pocztowy miejscowości. Po wejściu ustawy Prawo pocztowe, opublikowano kody PNA przypisane do danej miejscowości lub ich części. Nie dokonuje się już zmian kodów spowodowanych reorganizacją obszarów działania placówek Poczty Polskiej.

### Słowacja

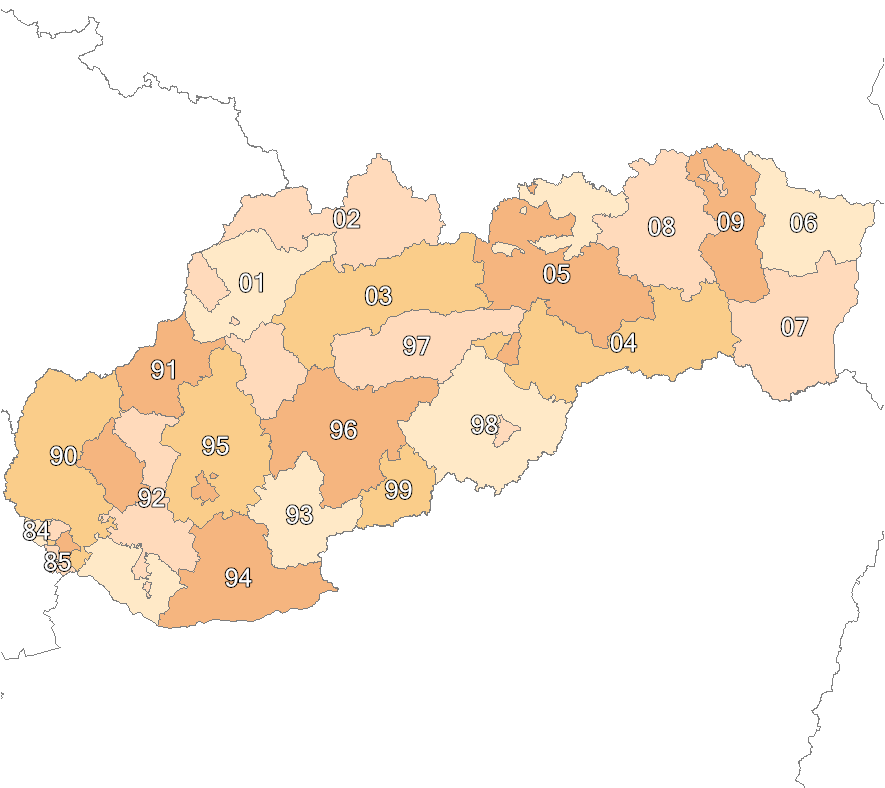
Mapa kodów pocztowych w Słowacji

Słowackie kody pocztowe (słow. poštové smerovacie číslo, PSČ) składają się z 5 cyfr.

### Stany Zjednoczone

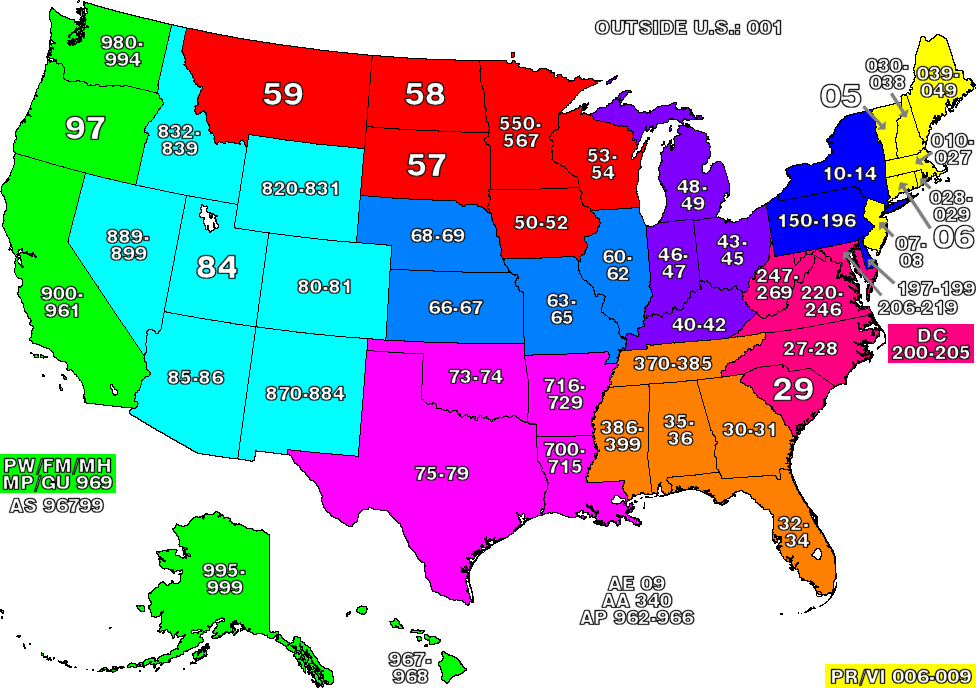
Kody pocztowe w Stanach Zjednoczonych

Kod pocztowy nazywany jest w Stanach Zjednoczonych ZIP (Zone Improvement Plan) Code. Kody są 5-cyfrowe bez dywizu. Pierwsza cyfra odpowiada pewnej grupie stanów jej przypisanych. Druga i trzecia cyfra odpowiada poszczególnym regionom (lub wielkim miastom) w danej grupie.
Z reguły pierwsze trzy cyfry określają urząd odpowiedzialny za sortowanie poczty dla całego regionu. Dany urząd może posiadać więcej niż jeden trzycyfrowy numer.
Czwarta i piąta cyfra wyznaczają małe miasteczka, wioski lub dzielnice/przedmieścia wielkich miast.
Przykład: 43209 (4=Ohio,32=Columbus,09=Bexley)
Pierwszy kod dla danego sektora najczęściej przydzielany jest największemu miastu w tym regionie. Kolejne kody zwykle korespondują alfabetycznie z nazwami kolejnych miast, miasteczek i wiosek.

### Wielka Brytania
Brytyjski kod pocztowy składa się z dwóch alfanumerycznych sekcji: pierwsza, o długości dwóch do czterech znaków, identyfikuje okręg pocztowy; druga, o długości trzech znaków, identyfikuje jednostkę obejmującą co najwyżej 100 sąsiadujących nieruchomości (na przykład odcinek gęsto zabudowanej ulicy, lub kilka sąsiadujących, luźno zabudowanych ulic).
W większości przypadków, podanie tylko numeru (lub nazwy) budynku i kodu pocztowego wystarcza do prawidłowego zidentyfikowania adresu. Z tego powodu brytyjskie kody pocztowe znalazły szereg dodatkowych (poza usprawnieniem pracy poczty) zastosowań, na przykład:
- Wygodne wyszukiwanie najbliższego oddziału organizacji, względem podanego kodu.
- W systemach nawigacji satelitarnej, wyznaczanie trasy do podanego kodu i numeru domu.
- Firmy ubezpieczeniowe używają kodów pocztowych do oceny ryzyka związanego z danym adresem.

Przykład brytyjskiego kodu pocztowego: SW1A 1AA (kod pocztowy Pałacu Buckingham).